# نجع عزوز، قنا
نجع عزوز (به عربی: نجع عزوز)، روستایی از توابع دشنا در استان قنا و کشور مصر است.

## جمعیت
براساس سرشماری سال ۲۰۰۶ مصر، جمعیت آن ۱۱۱۳۲ نفر(۵۲۴۲ مرد و  ۵۸۹۰ زن) بوده‌است.